# لوئی دوم، کنت فلاندر
لوئی دوم (به فرانسوی: Louis II de Flandre) (به هلندی: Lodewijk van Male) (۲۵ اکتبر ۱۳۳۰ میلادی – ۳۰ ژانویه ۱۳۸۴ میلادی) که با عنوان لوئیِ ماله نیز شناخته می‌شود، کنت فلاندر، نِوِر و رِتِل از سال ۱۳۴۶ میلادی و کنت آرتوآ و بورگونی از سال ۱۳۸۲ میلادی تا هنگام مرگش بود. او نوه دختری فیلیپ پنجم، پادشاه فرانسه بود.

## حاکمیت
پدر او لوئی یکم، کنت فلاندر در جریان جنگ صدساله بین فرانسه و انگلستان، در نبرد کرسی در سال ۱۳۴۶ میلادی در جانب فرانسوی‌ها کشته شد. ادوارد سوم، پادشاه انگلستان، به قصد ایجاد اتحاد با فلاندر، قصد داشت دختر خود ایزابلا را به ازدواج لوئی درآورد. با این حال، لوئی با ابراز این که «با کسی که پدرش را کشته است حتی اگر نیمی از تمام سرزمین انگلستان را به او بدهند، وصلت نخواهد کرد» از این مسئله سر باز زد. اشراف فلاندری با شوریدن بر حاکم خود، او را در حبس خانگی قرار دادند تا به خواسته ادوارد سر نهد. لوئی پس از چند ماه حبس ظاهرا پذیرفت چنین کند. اجازه یافت برای شکار از قلعه خارج شود اما به شدت تحت نظر بود. ادوارد ماه مارس سال ۱۳۴۷ میلادی به همراه همسرش و ایزابلا از کاله به فلاندر رفت. مراسم نامزدی مجللی بین لوئی و ایزابلا برگزار و قرار عروسی برای هفته نخست آوریل گذاشته شد. لوئی به شکل روزانه به شکار می‌رفت و تظاهر می‌کرد از این ازدواج بسیار خوشحال است. بدین شکل نظارت بر او کاهش یافت. با این حال لوئی یک هفته پیش از مراسم عروسی، در حین شکار به فرانسه گریخت و به فیلیپ ششم، پادشاه فرانسه پیوست. فیلیپ مشئوف از این اتفاق، به سرعت ترتیب ازدواج لوئی با مارگارت، دختر دوک برابانت، همسایه شرقی فلاندر و متحد نزدیک خود را داد.